# Luc Steins
Luc Steins (Voerendaal, 22 maart 1995) is een Nederlandse handballer. Sinds november 2020 is hij actief als speler bij het Franse Paris Saint-Germain.

## Biografie
In 1998 begon Steins met handballen bij Gemini en maakte in 2008 de overstap naar Sittardia. Hierna maakte hij een overstap naar het talententeam van Limburg Lions en kwam al snel ook in het eerste team van Limburg Lions terecht. Bij Limburg Lions won Steins twee keer de landstitel, twee keer de beker en één keer de BENE-League. In 2014, 2015 en 2016 werd Steins verkozen tot Nederlands handballer van het jaar.

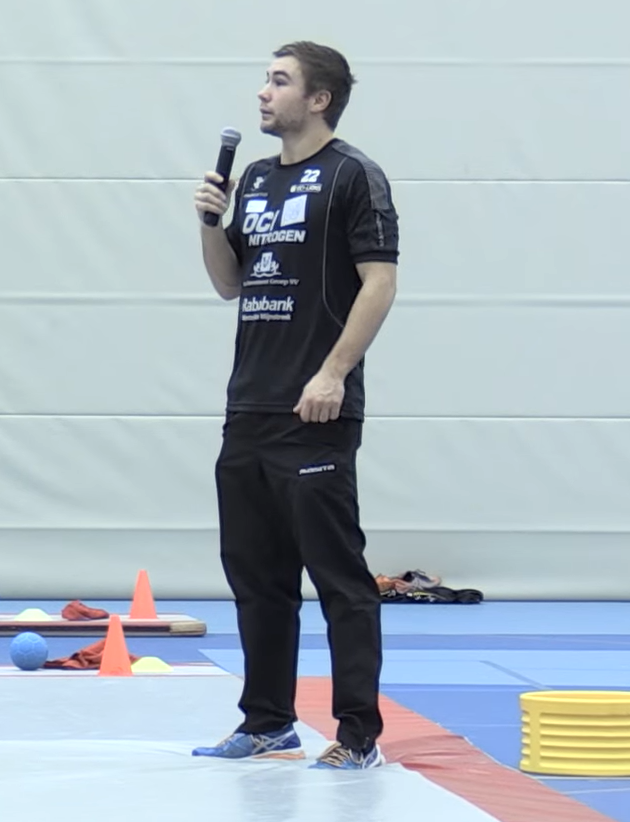
Luc Steins bij een Handbalclinic voor basisschoolleerlingen in december 2015.

Na zijn periode bij de Limburg Lions vertrok Steins naar Frankrijk om te spelen voor Massy dat toendertijd uitkwam in de tweede divisie van Frankrijk. In de Franse Proligue werd hij in zijn debuutseizoen meteen verkozen tot Speler van het Jaar. Na één seizoen bij Massy vertrok Steins naar Tremblay, dat toendertijd uitkwam in de eerste divisie (hoogste niveau) van Frankrijk. In 2019 vertrok Steins bij deze club om voor Fenix Toulouse te spelen, dat eveneens in de eerste divisie uitkomt.
In november 2020 werd bekendgemaakt dat Steins tot het einde van het seizoen 2020/2021 voor Paris Saint-Germain zou spelen. Steins werd vanwege een blessure bij de middenopbouwer Nikola Karabatić naar de Parijse club gehaald op huurbasis. Op 6 december 2020 debuteerde Steins voor PSG tegen Chartres, waarbij hij meteen vier doelpunten wist te maken. Op 29 maart 2021 werd bekend dat Steins zich definitief aansloot bij Paris Saint-Germain met een contract tot 30 juni 2024.
Op 30 oktober 2013 speelde Steins zijn eerste A-interland tegen Griekenland. In juni 2019 kwalificeerde het Nederlands team voor het EK 2020. Steins werd geselecteerd door bondscoach Erlingur Richardsson voor de selectie die deelnam aan dit EK.

## Privé
Zijn broer, Ivo Steins, speelt bij Limburg Lions. Samen hebben zij enkele jaren samen bij Limburg Lions gespeeld, waarbij ze ook verschillende prijzen wonnen. Ook speelden de broers samen op het EK 2020.